# Василевский, Виталий Сергеевич
Вита́лий Серге́евич Василе́вский (4 мая 1908, Уфимская губерния — 28 января 1991, Москва) — советский писатель, журналист, член Союза писателей СССР (1943).

## Биография
Родился на Южном Урале в семье священника. Когда ему было восемь лет, родители переехали в Башкирию. Окончил Высшие государственные курсы искусствоведения при Ленинградском институте истории искусств (1930).
Работал в златоустовской газете «Пролетарская мысль».
Автор многих очерков о трудовых буднях города, вошедших в книги «Комсомольские топоры» (1930), «Златоуст» (1932). Литературную деятельность начал с очерков, был замечен Максимом Горьким и привлечён к сотрудничеству в публицистическом журнале «Наши достижения».
Участник советско-финляндской войны 1939—1940 годов в должности красноармейца 181-го стрелкового полка. Участник Великой Отечественной войны с января 1942 года в должности командира взвода 119-го стрелкового полка 13-й стрелковой дивизии. Участвовал в обороне Ленинграда. С июня 1942 — журналист фронтовых газет. Участвовал в снятии блокады Ленинграда. Закончил войну в звании капитана.
В 1983 году была издана двенадцатитомная антология художественных произведений о Великой Отечественной войне «Венок славы». В третий том, посвященный героической обороне Ленинграда, вошел рассказ Василевского «Удар в ночи» из повести «Военная косточка». Действие повести происходит в августе 1942 года, в 32-х километрах севернее Ленинграда. Главный герой — снайпер сержант Романцов. Прототипом его стал однополчанин Виталия Василевского — Ахат Ахметьянов, учитель из Башкирии, один из лучших снайперов Ленинградского фронта.
Автор нескольких книг прозы («Сердце победителя», «Военная косточка», «Летопись», «Временник» и др.), путевых очерков.

## Награды
- 2 ордена Отечественной войны 2-й степени (17.02.1944; 11.03.1985)
- орден «Знак Почёта» (03.05.1978)
- медали

## Семья
- Василевский, Андрей Витальевич — сын, российский писатель, поэт, литературный деятель, главный редактор журнала «Новый мир».